# Natasha Demkina
Natalya "Natasha" Nikolayevna Demkina (Ryska: Натáлья Николáевна Дéмкина), född den 1 januari 1987 i Saransk, Ryssland, är en rysk kvinna som påstår sig kunna, sedan 10 års ålder, se inuti människors kroppar och därmed diagnostisera sjukdomar. Läkare blev intresserade i hennes fenomen och bjöd henne till London och New York för vetenskapliga undersökningar, många undersökningar uppskattades vara äkta. Runt början av 2013 passerade hon en liknande test i Tokyo där hennes förmåga också bedömdes som äkta. Trots uppskattningarna är Demkinas förmåga fortfarande ett kontroversiellt ämne.
Sedan januari 2006 jobbar hon för "The Center Of Special Diagnostics" (svenska: Centret för speciella diagnoser), ett slags sjukhus som påstås bestå av "experter med ovanliga förmågor, folk som kan bota andra folk och professionella i traditionell medicin" som samarbetar med att diagnostisera och behandla sjukdomar på folk.

## Historia
Demkina berättar att fenomenet började en dag när hon var hemma tillsammans med sin mor när hon plötsligt kunde se sin mors inre organ. Hon berättade om detta i grannskapet och människor började dyka upp utanför hennes hus för att ta reda på sina sjukdomar. Läkare i hennes hemstad bestämde sig att testa hennes syn, hon fördes till ett barnsjukhus och anses ha diagnostiserat barnen korrekt, hon använde bilder för att beskriva för läkarna vart patienternas sår eller skada befann sig. Hon anses också ha korrigerat en fel diagnos på en kvinna som blev tillsagd av en läkare att hon hade cancer, efter flera senare undersökningar av läkare visade det sig att hon inte hade cancer.

### Undersökningar i Storbritannien
Demkinas berättelser började dyka upp i tidningen The Sun, hon blev sedan inbjuden till Storbritannien för att testa hennes syn igen. Demkina anses ha lyckats kunna lokalisera skadan på en person som varit med om en bilolycka året innan. Hon undersökte även en läkare och anses ha kunnat se att han hade varit med om flera operationer och att han led av gallstenar, njurstenar, en förstorad bukspottkörtel och en förstorad lever, läkarna gjorde omedelbart en undersökning och enligt dem hade Demkina rätt.

### Undersökningar i New York
Discovery Channel bjöd henne till New York för ytterligare tester. Hon skulle diagnostisera sju patienter och för att passera testet var hon tvungen att ha fem av sju diagnoser korrekt, men hon misslyckades med en lyckad diagnos för lite.  Detta upprörde dock fortfarande amerikanska forskare, de tyckte inte om hennes påstådda framgång.

### Undersökningar i Tokyo
Runt början av 2013 passerade hon ytterligare ett test av professor Yoshio Machi i Tokyo där hon enligt professorn lokaliserade placeringen för en knäprotes på ett patients ben och upptäckte att en kvinna var gravid.